# 山口県道50号岩国停車場線
山口県道50号岩国停車場線（やまぐちけんどう50ごう いわくにていしゃじょうせん）は、山口県岩国市を通る県道（主要地方道）である。通称、中央通りとよばれる。

## 概要
JR西日本山陽本線 岩国駅前から山口県岩国市麻里布町7丁目に至る。
国道2号からJR西日本山陽本線 岩国駅西口ロータリーへのアクセス道路であり、駅前繁華街の東西の中心となっている道路である。

### 路線データ
- 起点：岩国市麻里布町1丁目（岩国駅前交差点、国道188号交点）
- 終点：岩国市麻里布町7丁目（麻里布町7丁目・麻里布7丁目交差点、国道2号交点）

## 歴史
- 1993年（平成5年）5月11日 - 建設省から、県道岩国停車場線が岩国停車場線として主要地方道に指定される[1]。

## 地理

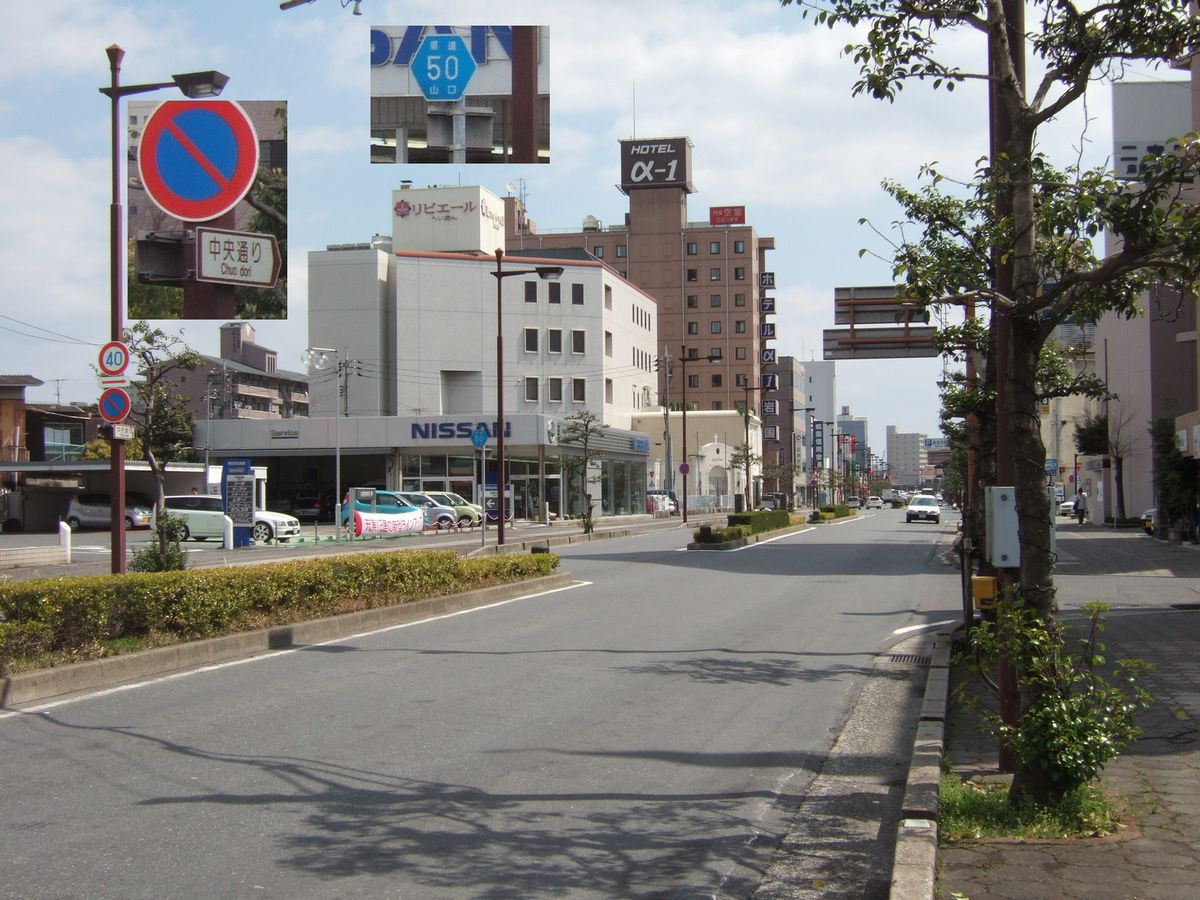
山口県道50号岩国停車場線
国道2号交点付近より岩国駅方面
（2007年3月30日撮影）

### 通過する自治体
- 岩国市

### 交差する道路
| 交差する道路             | 交差する場所  | 交差する場所                            |
| ------------------------ | ------------- | --------------------------------------- |
| 国道188号 国道189号 重複 | 麻里布町1丁目 | 岩国駅前交差点 / 起点                   |
| 国道2号 国道187号 重複   | 麻里布町7丁目 | 麻里布町7丁目・麻里布7丁目交差点 / 終点 |

### 沿線
- JR西日本山陽本線 岩国駅